# Madeleine Mantock
Madeleine Mantock (Nottingham, 26 de mayo de 1990) es una actriz británica. Conocida por su papel principal en televisión en la serie Into the Badlands y en la nueva versión de la serie The Tomorrow People. Además, en 2018, Interpretó el papel principal de Macy Vaughn en el reboot de Charmed del 2018 al 2022 en The CW y en 2018 apareció en The Long Song como Miss Clara en un papel secundario.

## Biografía

### Infancia y educación
Madeleine Mantock nació el 26 de mayo de 1990 en Nottingham en el condado de Nottinghamshire (Reino Unido). Es de ascendencia afrocaribeña y caucásica. Asistió al Arts Educational Schools en Londres, donde obtuvo una licenciatura en Teatro Musical.

### Carrera
A lo largo de su carrera ha trabajado principalmente en televisión, donde ha interpretado al personaje principal Scarlett Conway en el drama médico Casualty, antes de graduarse en la escuela de arte dramático, formó parte de la serie durante 36 episodios de 2011 a 2012. Luego apareció en Lee Nelson’s Well Funny People de Lee Nelson en 2013, antes de mudarse a los Estados Unidos para dar vida al personaje principal de Astrid en The Tomorrow People, serie que fue finalmente cancelada después de una sola temporada. Posteriormente interpretó un pequeño papel en la película Edge of Tomorrow. En 2015 fue elegida para interpretar el papel principal de Veil en Into the Badlands de AMC. Su personaje en esta serie ha recibido una respuesta positiva por parte de la crítica especializada.
En 2017 tuvo un papel en la película Breaking Brooklyn, y en Age Before Beauty. En marzo de 2018, fue elegida para el papel principal de Macy Vaughn en la serie dramática de fantasía Charmed de The CW, una nueva versión de la serie de 1998 del mismo título. Esta nueva serie se centra en tres hermanas que viven en una ciudad universitaria que descubren que son brujas. En julio de 2021, Mantock anunció que dejaría Charmed antes de la emisión del final de la tercera temporada.
En 2018 apareció en el papel secundario de Miss Clara en la adaptación de la BBC de la novela The Long Song de Andrea Levy, ambientada en la Jamaica colonial del siglo XIX.
En 2023, debutó en la Royal Shakespeare Company (RSC) como Agnes/Anne Hathaway en una producción de Hamnet (coproducida por Neal Street Productions de Sam Mendes). Basada en la novela más vendida de Maggie O'Farrell, Hamnet está adaptada por Lolita Chakrabarti (La vida de Pi) y dirigida por Erica Whyman. Después de una presentación con entradas agotadas en el RSC, Hamnet se trasladó al West End, para presentarse en el Teatro Garrick del 30 de septiembre de 2023 al 17 de febrero de 2024.

## Filmografía

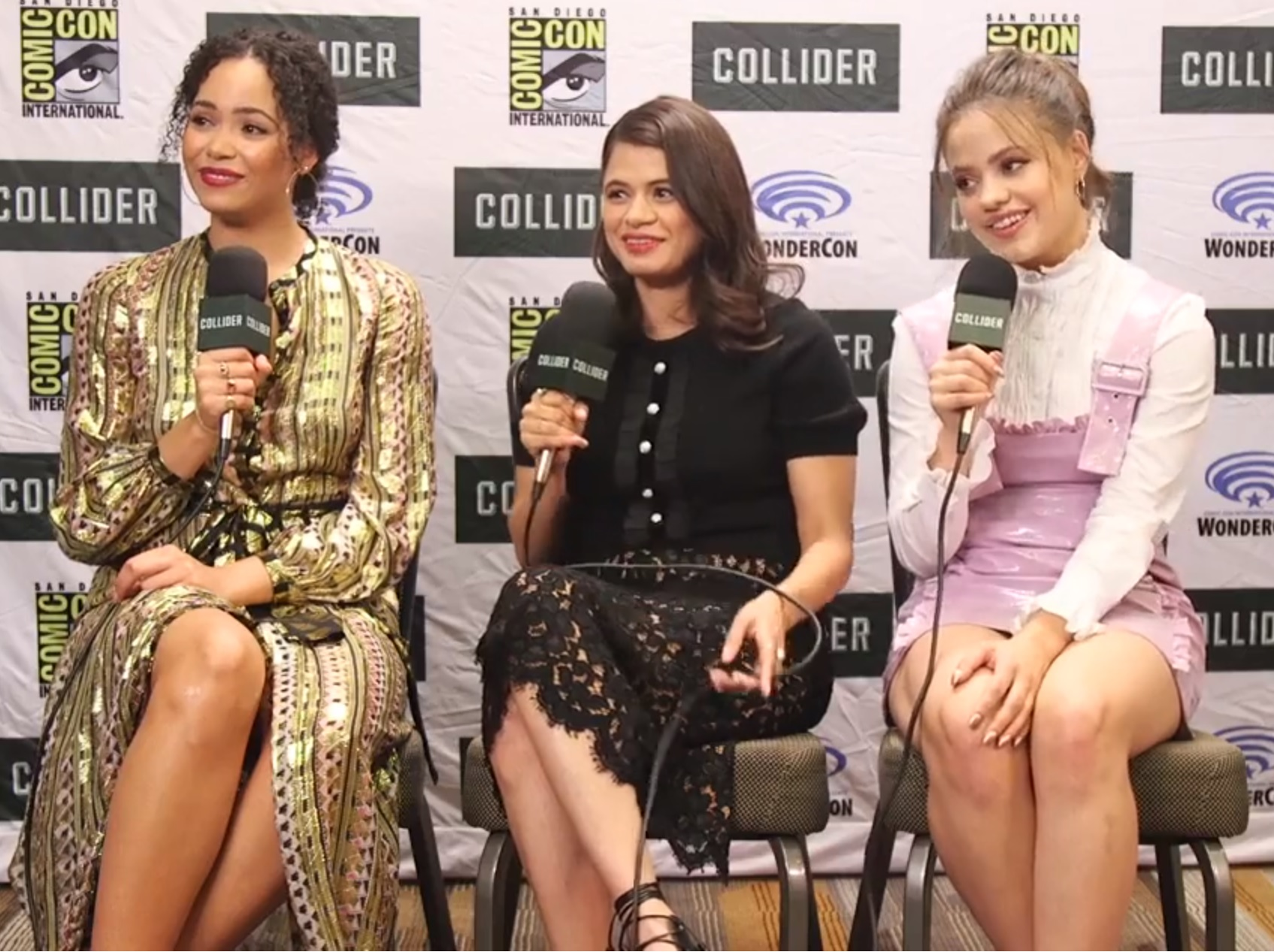
De izquierda a derecha: Madeleine Mantock, Melonie Diaz, y Sarah Jeffery durante la promoción de la serie Charmed en la Comic Con de San Diego de 2018

| Año            | Título                         | Papel           | Notas                                          | Ref. |
| -------------- | ------------------------------ | --------------- | ---------------------------------------------- | ---- |
| 2011-2012      | Casualty                       | Scarlett Conway | Papel regular                                  |      |
| 2013           | Lee Nelson's Well Funny People | Miss Summers    |                                                |      |
| 2013-2014      | The Tomorrow People            | Astrid Finch    | Papel principal                                |      |
| 2014           | Edge of Tomorrow               | Julie           |                                                |      |
| 2015-2017      | Into the Badlands              | Veil            | Papel principal; 16 episodios (temporadas 1-2) |      |
| 2016           | The Truth Commissioner         | Laura           |                                                |      |
| 2017           | Breaking Brooklyn              | Faith Bryant    |                                                |      |
| 2018           | Age Before Beauty              | Lorelei         | Miniserie; 6 episodios                         |      |
| 2018-2022      | Charmed                        | Macy Vaughn     | Papel principal; 59 episodios (temporadas 1-3) |      |
| 2018           | The Long Song                  | Miss Clara      | Miniserie; 3 episodios                         |      |
| (Fuente: IMDb) |                                |                 |                                                |      |